# Franciszek Gajowniczek
Franciszek Gajowniczek (Strachomin, 15 de novembro de 1901 — Brzeg, 13 de março de 1995) foi um sargento do exército polaco cuja vida foi poupada pelos nazis quando o padre católico Maximiliano Kolbe sacrificou sua vida pela de Gajowniczek, que havia sido enviado ao campo de concentração de Auschwitz por ter feito parte da resistência judaica na Polónia.
Gajowniczek e Kolbe foram prisioneiros em Auschwitz em 1941 quando, aparentemente, um prisioneiro conseguiu escapar. O subcomandante Karl Fritzsch ordenou que outros dez presos deveriam morrer de fome como represália. Franciszek Gajowniczek foi um dos selecionados para morrer. Quando Kolbe ouviu Gajowniczek chorar, "Minha pobre esposa! Meus pobres filhos! O que eles farão?" Kolbe ofereceu-se para o lugar de Gajowniczek. O que exatamente disse Kolbe não se sabe, mas uma das versões diz que suas palavras foram, "Eu sou um padre católico da Polónia; Eu gostaria de tomar o seu lugar, porque ele tem mulher e filhos." A troca foi permitida; Kolbe morreu na cela punitiva.
Gajowniczek foi libertado de Auschwitz depois de passar cinco anos, cinco meses e nove dias no campo. Apesar de sua esposa, Helena, ter sobrevivido a guerra, seus filhos foram mortos num bombardeio soviético em 1945, antes de sua libertação.
O Papa Paulo VI beatificou Kolbe em 1971; para a ocasião, Gajowniczek foi convidado pelo Papa. Em 1972, a revista Time informou que mais de 150 000 fizeram uma peregrinação para Auschwitz para homenagear o aniversário da beatificação de Maximiliano. Um dos primeiros a falar foi Gajowniczek, que declarou: "Eu quero expressar os meus agradecimentos pelo dom da vida." Sua esposa, Helena, morreu em 1977. Gajowniczek foi novamente convidado pelo Papa quando Maximilian Kolbe foi canonizado por João Paulo II em 10 de Outubro de 1982.
Em 1994, Gajowniczek visitou a igreja católica de São Maximiliano Kolbe em Houston, onde contou ao seu tradutor, o capelão Thaddeus Horbowy que "enquanto ele… tiver fôlego nos pulmões, ele considera ser seu dever dizer às pessoas sobre o ato heroico de amor por Maximiliano Kolbe." Gajowniczek morreu na cidade polaca de Brzeg (ex-"Brieg", na Silésia, Alemanha) a 13 de Março de 1995, pouco mais de cinquenta e três anos depois de ter sua vida poupada por Kolbe. Ele vivia com sua segunda esposa Janina.